# Calderón (Requena)
Calderón es una pedanía del municipio de Requena, perteneciente a la provincia de Valencia, en la Comunidad Valenciana, España.

## Situación
Está situado en el margen derecho del río Magro, en la subcomarca de La Vega, del término municipal de Requena, siendo la aldea más pequeña de la misma. Se encuentra a diez kilómetros de ésta, en la carretera comarcal CV-448. Se sitúa en un kilómetro llano, cerca de otras aldeas como Barrio Arroyo o San Juan.  

## Economía
Su economía se basa en subsidios, pensiones, el cultivo de la vid y de trabajos habituales

## Historia
Como otras aldeas de la Vega del Río Magro, el pequeño núcleo de Calderón surgió al costado de una casa señorial, la Casa de Calderón de Toledo, de donde tomó nombre. Aunque hay ruinas que demuestran que hubo habitantes en época romana en su parte noroeste. Sus primeros moradores documentados fueron las familias de agricultores que trabajaban en esta finca. En la actualidad está ocupada por jubilados, pequeños agricultores, etc.
- Datos: Q8255152